# تپه جارچاوین چین
تپه جارچاوین چین مربوط به هزاره اول قبل از میلاد است و در شهرستان بوکان، بخش مرکزی، دهستان آختاچی، روستای چاورچین واقع شده و این اثر در تاریخ ۷ اسفند ۱۳۸۵ با شمارهٔ ثبت ۱۷۶۵۹ به‌عنوان یکی از آثار ملی ایران به ثبت رسیده است.